# Собача кропива звичайна
{{#ifeq:0|0|{{#if:|{{#if:Leonuruscardiaca|[[]}}|}}}}
Собача кропива звичайна (Leonurus cardiaca) — вид трав'янистих рослин родини глухокропивові (Lamiaceae), поширений у Європі й Азії на схід до західного Сибіру й на південний схід до Ірану.

## Опис
Багаторічна трав'яниста рослина 50–100 см заввишки. Верхівкові листки 3-лопатеві або цілісні, з 2 бічними, вперед спрямованими зубцями, майже голі або знизу розсіяно-волосисті. Віночок ясно-рожевий, 8.5–9.5 мм завдовжки.

## Поширення
Вид поширений у Європі й Азії на схід до західного Сибіру й на південний схід до Ірану; культивується в Північній Америці, Новій Зеландії, та ін..
В Україні вид зростає на засмічених місцях — у Закарпатті, Лісостепу і Степу, розсіяно.

## Галерея

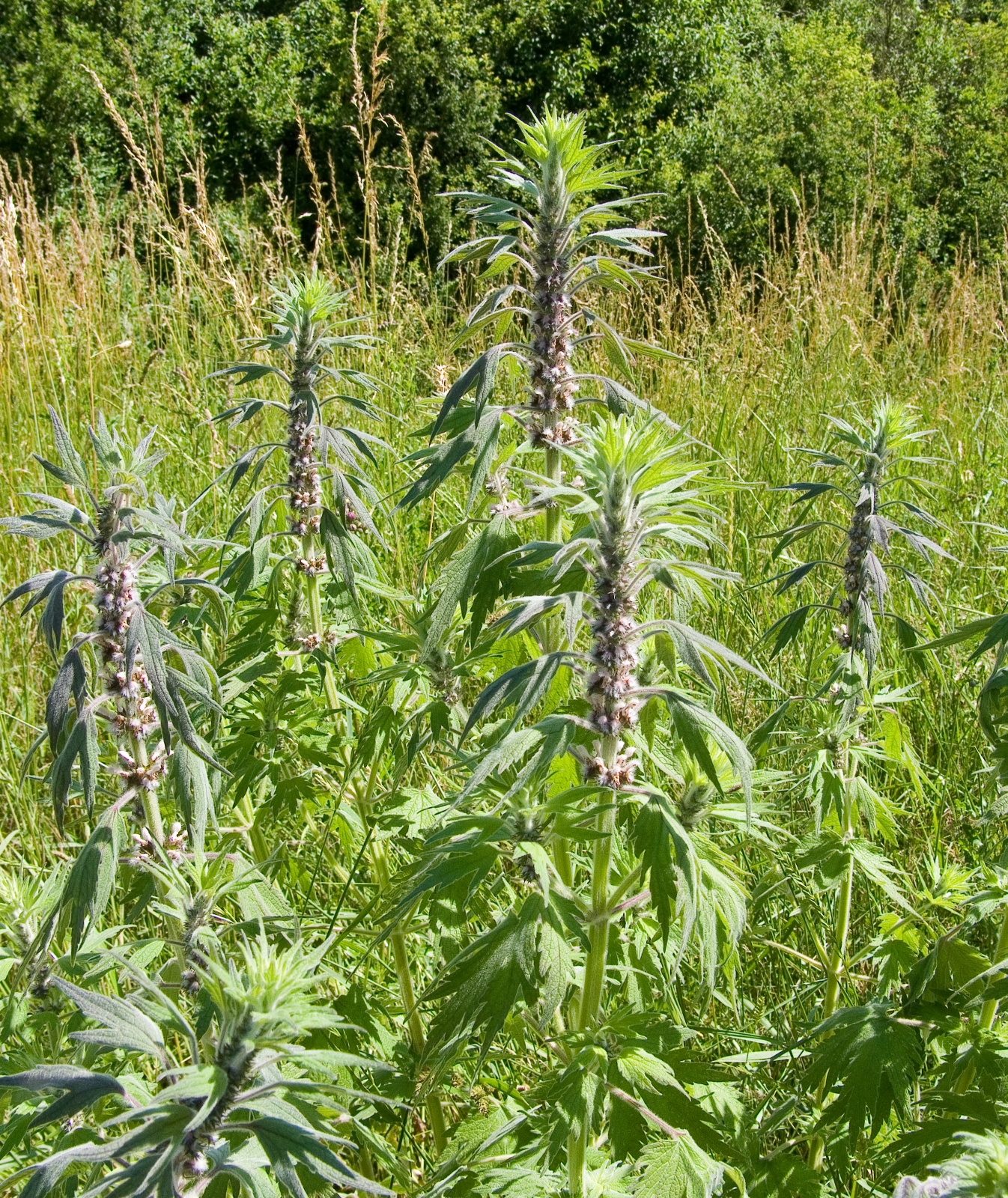
рослина
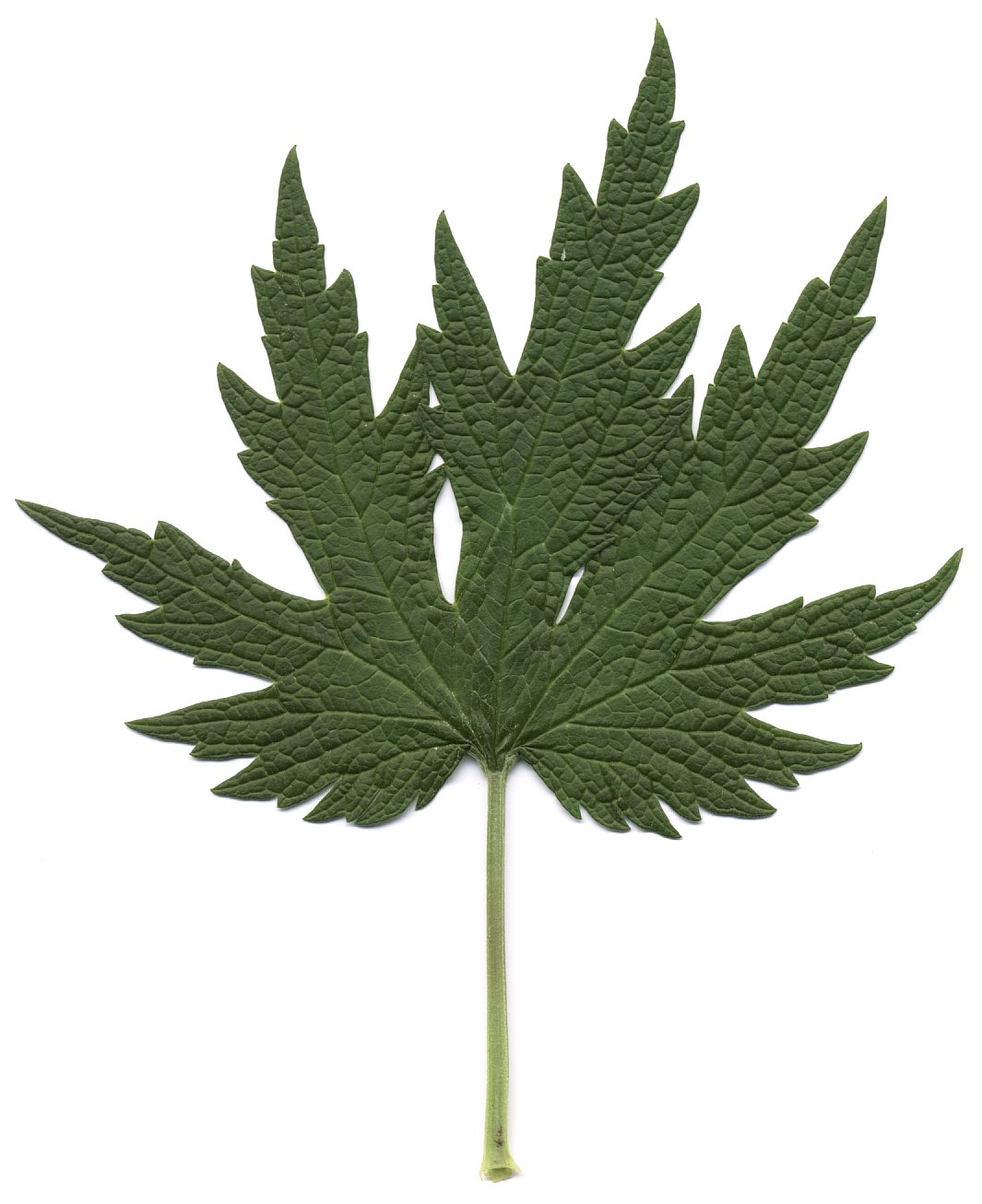
листок
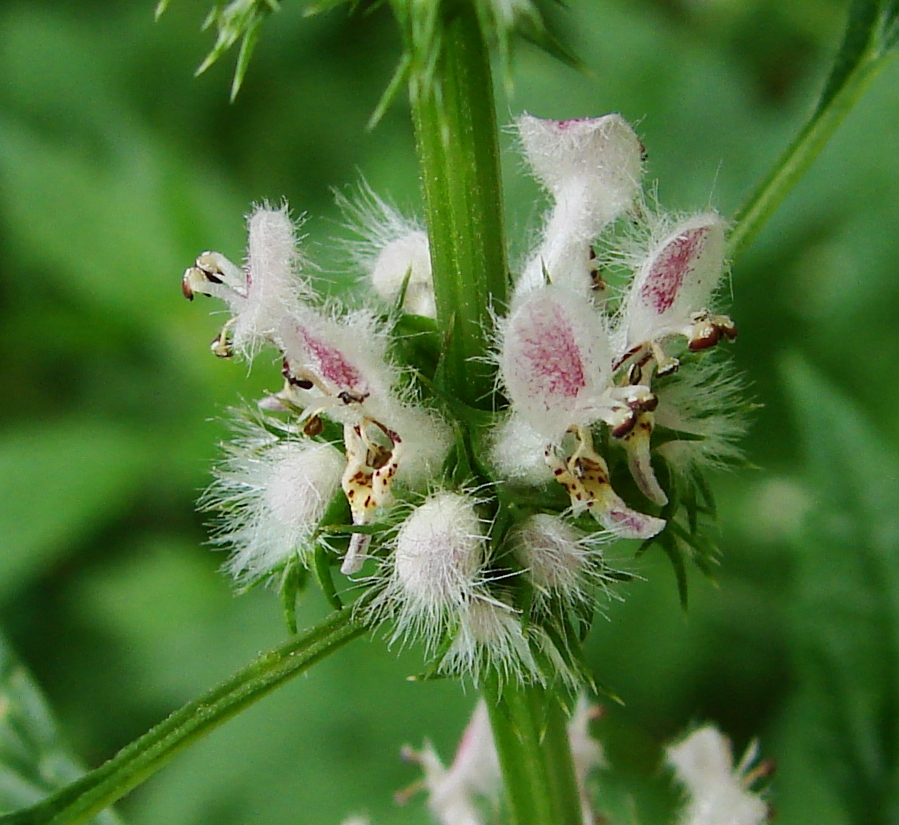
квіти
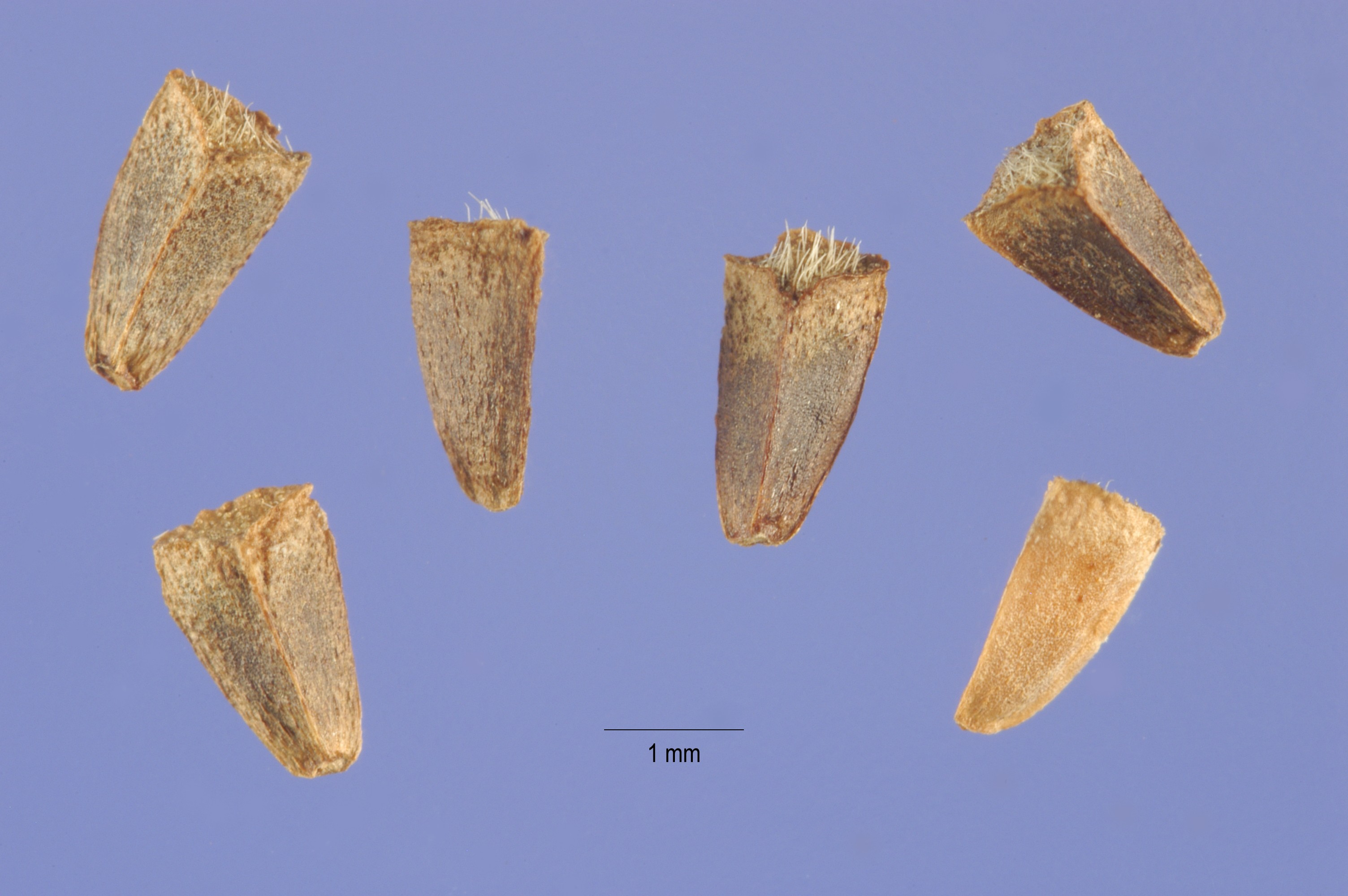
насіння
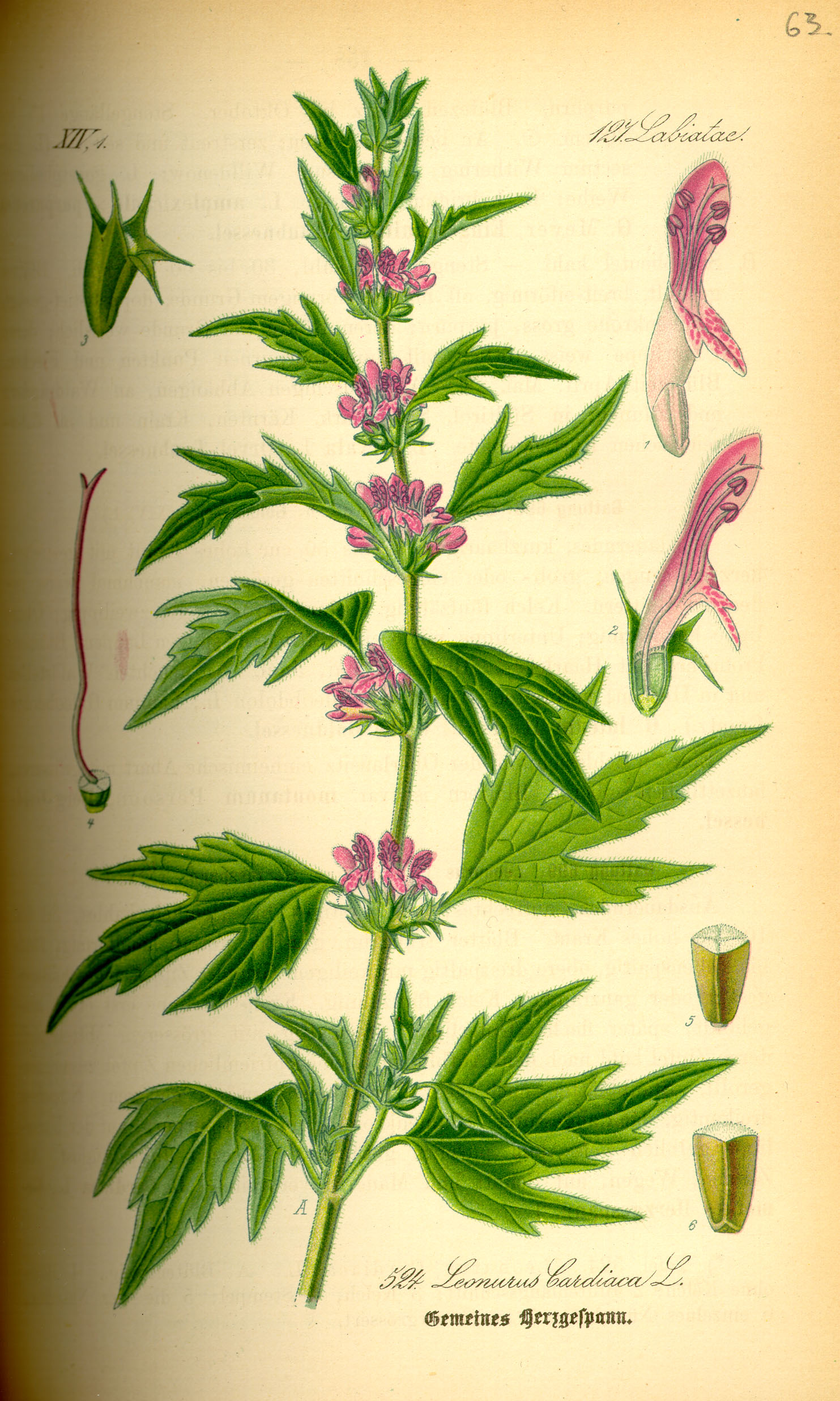
ілюстрація